# پوتاژتسا (شهرستان یاروچین)
پوتاژتسا (به لهستانی:  Potarzyca) یک روستا در لهستان است که در گمینا یاروچین (استان لهستان بزرگ‌تر) واقع شده‌است. پوتاژتسا ۸۰۰ نفر جمعیت دارد.